# Квінт Мецій Лет
Квінт Мецій Лет (лат. Quintus Maecius Laetus; ? — після 215) — державний діяч часів Римської імперії, консул 215 року.

## Життєпис
Походив зі стану вершників. Про батьків та дату народження немає відомостей. У 185 році призначений імператорським легатом-пропретором до провінції Кам'яниста Аравія. З 200 до 203 року був префектом Єгипту. З 205 до 211 року був префектом преторія, разом із Папініаном при імператорі Септимії Севері. У 215 році став консулом, разом із Марком Мунацієм Суллою Церіалієм. Про подальшу долю немає відомостей.